# Oberhörnbach
Oberhörnbach ist ein Dorf mit 65 Einwohnern (Stand: 1. Jänner 2024) in der Marktgemeinde Klam im Bezirk Perg in Oberösterreich.

## Geographie
Die Ortschaft befindet sich etwa einen Kilometer nordöstlich des Ortszentrums von Klam nächst der Grenze zur Nachbargemeinde Saxen (Ortschaft Letten) und wird im Nordwesten durch den Klambach von der Ortschaft Linden getrennt. Im Westen von Oberhörnbach befindet sich der Markt Klam, im Süden die Ortschaft Achtzberg, im Südosten die Ortschaft Unterhörnbach und im Norden die Ortschaft Niederkalmberg. Am südlichen Rand der Ortschaft verläuft die von Klam nach Grein führende Landesstraße L 1431. Die Bevölkerung der Ortschaft wurde der Pfarre und dem Schulsprengel Klam zugeordnet.
Aus geologischer und geomorphologischer Sicht sowie unter Aspekten der Raumnutzung befindet sich Oberhörnach zur Gänze in der Raumeinheit oberösterreichischen Raumeinheiten Südliche Mühlviertler Randlagen.

## Geschichte
Zur Zeit der Einführung des Josephinischen Lagebuches wurden in Hörnbach 9 kleine und 6 große Häuser gezählt, wobei zur damaligen Zeit noch keine Trennung in Unter- und Oberhörnbach bestand. Kleindenkmäler in der Ortschaft sind das Huber-Kreuz (Kapelle) und das Ende des 18. Jahrhunderts aufgestellte Gensreiter-Kreuz.